# الإشارات الإلهية (كتاب)
الإشارات الإلهية كتاب لأبي حيان التوحيدي. الكتاب مجموعة من الرسائل فيها إشارات صوفية تتجه لمخاطَب غير معيّن، تمت صياغتها في شكل مواعظ وعلامات طريق.

## عن طبعة الكتاب
- النسخة التي حققها عبد الرحمن بدوي، وصدرت في القاهرة في عقد الخمسينيات من القرن العشرين.
- نسخة أخرى من «الإشارات» حقّقتها الباحثة وداد القاضي، وصدرت في بيروت مطلع عقد الثمانينيات من القرن العشرين.[1]